# El Cajon Mountain
Der El Cajon Mountain, auch El Capitan (1112 m), ist einer der höchsten Berge im San Diego County, Kalifornien.

## Topographie
Der El Cajon Mountain bildet zusammen mit den Nebengipfeln El Capitan, Silverdome, Rock Mountain ein etwa 14 km langes Bergmassiv nordöstlich von El Cajon im San Diego County. Im Süden schließt sich das Tal des San Diego River, im Osten der Stausee El Capitan Reservoir an. 
Der höchste Punkt lässt sich zwar technisch unschwierig, jedoch nur als lange Tagestour ohne Wasserversorgung erreichen. Der El Cajon Mountain bildet im Südosten die El Cajon Mountain Wall, die als Klettergebiet genutzt wird.

## Galerie

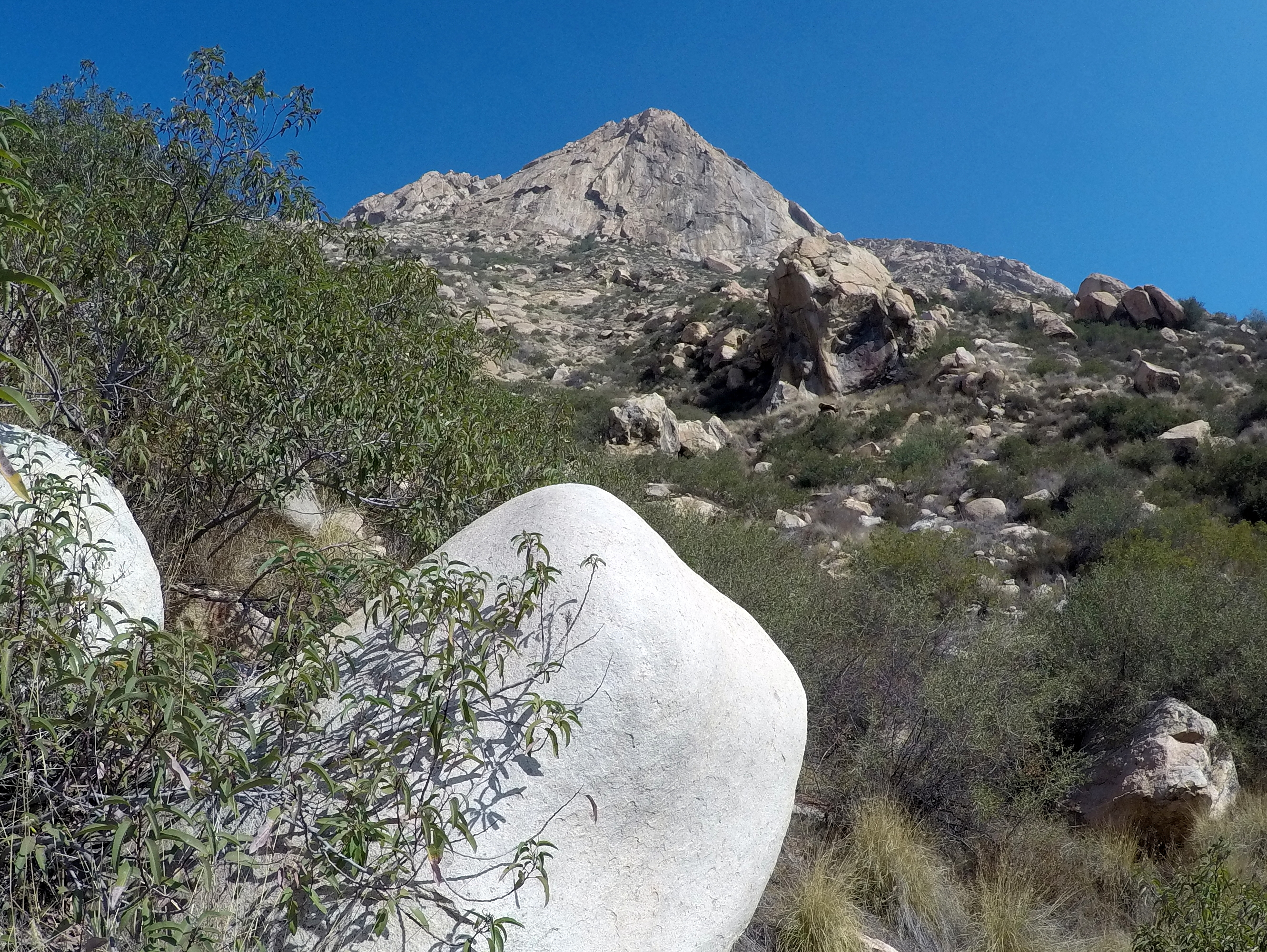
Klettergebiet El Cajon Mountain Wall
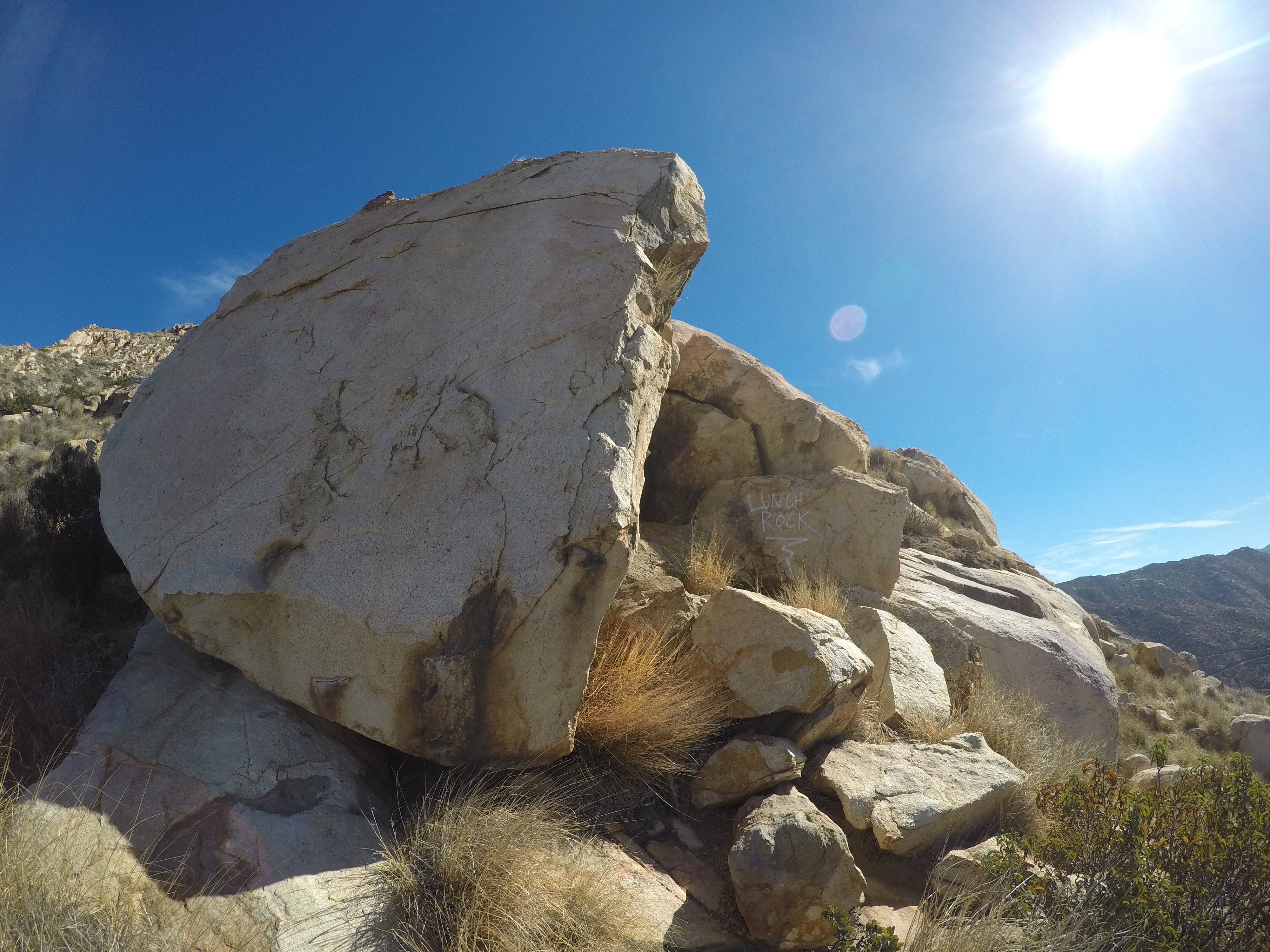
So genannter Lunch Rock im Südgrat